# Quatro de Fevereiro nemzetközi repülőtér
A Quatro de Fevereiro nemzetközi repülőtér (IATA: LAD, ICAO: FNLU) Angola fő nemzetközi repülőtere, mely Luanda közelében található. Éves utasforgalma 2 430 794 fő (2009). Üzemeltetője az ENANA.

## Futópályák
A repülőtér futópályái:
- 05/23 (3716 m, 45 m, aszfalt)
- 07/25 (2600 m, 40 m, aszfalt)

## Forgalom
Az utasforgalom az elmúlt években az alábbi módon változott:
| 2005 | 882 749   |
| 2009 | 2 430 794 |